# Drieschia pellucida
Drieschia pellucida är en ringmaskart som beskrevs av Moore 1903. Drieschia pellucida ingår i släktet Drieschia och familjen Polynoidae. Inga underarter finns listade i Catalogue of Life.